# Membri ai Academiei Române - V
Aceasta este o listă a tuturor membrilor Academiei Române ale căror nume încep cu litera V, începând cu anul înființării Academiei Române (1866) până în prezent.
- Augustin Vancea (1892 - 1973), geolog, membru corespondent (1963)
- Petre Vancea (1902 - 1986), medic, membru corespondent (1963)
- Pavel Vasici-Ungureanu (1806 - 1881), medic, scriitor, membru titular (1879)
- Nicolae Vasilescu-Karpen (1870 - 1964), inginer, membru titular (1923)
- Amilcar P. Vasiliu (1900 - 1994), inginer agronom, membru titular (1963)
- Emanuel Vasiliu (1929 - 2001), lingvist, membru titular (1992)
- Haralambie Vasiliu (1880 - 1953), agrochimist, ales post-mortem (1990)
- Dumitru Vatamaniuc (1920 - 2018), critic, istoric literar, membru de onoare (2001)
- Iulian Văcărel (1928 - 2019), economist, membru titular (1994)
- Virgil I. Vătășianu (1902 - 1993), istoric de artă, membru titular (1974)
- Victor Vâlcovici (1885 - 1970), matematician, membru titular (1965)
- George Vâlsan (1885 - 1935), geograf, membru titular (1920)
- Ștefan G. Vârgolici (1843 - 1897), critic literar, traducător, publicist, membru corespondent (1887)
- Ladislau Vékás (n. 1945), fizician, membru titular (2021)
- Doina-Florica Velican (n. 1930), medic, membru de onoare (2022)
- Vasile N. Velican (1904 - 1984), inginer agronom, membru corespondent (1963)
- Ștefan Vencov (1899 - 1955), fizician, membru corespondent (1948)
- Tudor Vianu (1897 - 1964), estetician, istoric, critic literar, eseist, scriitor, membru titular (1955)
- Géza Vida (1913 - 1980), sculptor, membru corespondent (1974)
- Grigore Vieru (1935 - 2009), poet, membru corespondent (1993)
- Marius Petre Visarion (1929 - 2006), inginer geofizician, membru corespondent (1991)
- Alexandru M. Vitzu (1852 - 1902), zoolog, membru corespondent (1897)
- Ionel Valentin Vlad (1943 - 2017), inginer, fizician, membru corespondent (1991)
- Alexandru Vlahuță (1858 - 1919), scriitor, ales post-mortem (1948)
- Aurel Vlaicu (1882 - 1913), inginer, pilot, ales post-mortem (1948)
- Radu I. Vlădescu (1886 - 1963), medic veterinar, biochimist, membru titular (1955)
- Gheorghe Vlăduțescu (n. 1937), filosof, membru titular (1999)
- Mihail Voicu (n. 1943), inginer, membru corespondent (2006)
- Victor A. Voicu (n. 1939), general medic, farmacolog, membru titular (2001)
- Marin Gh. Voiculescu (1913 - 1991), medic, membru titular (1990)
- Vasile Voiculescu (1884 - 1963), medic, scriitor, ales post-mortem (1993)
- Vlad Voiculescu (1913 - 2001), medic, membru titular (1991)
- Radu P. Voinea (1923 - 2010), inginer, membru titular (1974)
- Dimitrie Voinov (1867 - 1951), zoolog, histolog, citolog, membru titular (1927)
- Ștefan Voitec (1900 - 1984), om politic, membru titular (1980)
- Nestor Vornicescu (1927 - 2000), mitropolit, membru de onoare (1992)
- Gheorghe Vrânceanu (1900 - 1979), matematician, membru titular (1955)
- Traian Vuia (1872 - 1950), constructor de avioane și motoare, inginer, pedagog, inventator, membru de onoare (1946)
- Iosif Vulcan (1841 - 1907), publicist, animator cultural, scriitor, membru titular (1891)
- Romulus Vulcănescu (1912 - 1999), etnolog, scriitor, membru de onoare (1993)
- Alexandru Vulpe (1931 - 2016), istoric, arheolog, membru corespondent (1996)